# Найт, Глэдис
Глэдис Мария Найт (англ. Gladys Maria Knight; род. 28 мая 1944, Атланта) — американская певица, автор песен, актриса, бизнесвумен и писательница. Найт известна своими хитами, которые она записала в 1960-х, 1970-х и 1980-х годах со своей группой Gladys Knight & the Pips, в которую также входили её брат Меральд (Бубба) Найт и двоюродные братья Эдвард Паттен и Уильям Гест. Обладательница семи премий «Грэмми».

## Карьера
В 1960-е годы Найт была ведущей соул-певицей могущественного лейбла Motown. В 1973 году перешла на другой лейбл, где выпустила свой самый успешный хит — «Midnight Train to Georgia» (1-е место в США).
В 1985 году вместе с Дайон Уорик, Элтоном Джоном и Стиви Уандером записала благотворительный сингл «That’s What Friends Are For». В 1989 году исполнила песню «Licence to Kill» к одноимённому фильму про Джеймса Бонда.
В 2019 году приняла участие в шоу «The masked singer», где в костюме пчелы дошла до финала и заняла 3 место. Четверо из пять участников дискуссии угадали Глэдис.

## Личная жизнь
Найт принадлежит к музыкальному семейству. Её бывший второй муж Барри Ханкерсон — дядя певицы Алии и бывший продюсер Тони Брэкстон.
В 1980-е гг. Найт проходила лечение от пристрастия к азартным играм, которое поставило её на грань банкротства.
С 12 апреля 2001 года Найт замужем в четвёртый раз за Уильямом Макдауэллом. У неё есть трое детей от первых двух браков, семнадцать внуков и десять правнуков.
В августе 2018 года после смерти своей подруги Ареты Франклин от рака Найт призналась, что у неё самой был рак молочной железы. Болезнь была обнаружена в первой стадии, благодаря чему её удалось быстро победить.